# کبوتر میوه‌خوار نارنجی
کبوتر میوه‌خوار نارنجی با نام علمی Ptilinopus victor که به نام کبوتر آتشین نیز شهرت دارد کبوترسانی کوچک و دم‌کوتاه از سردهٔ کبوتران میوه‌خوار و بومی جزایر فیجی است.

## مشخصات
این پرنده تقریباً ۲۰ سانتی‌متر طول داشته و یکی از رنگی‌ترین گونه‌های کبوتر به شمار می‌رود. پرندهٔ نر سری به رنگ طلایی زیتونی دارد و پرهای بلند و مومانند بدنش به رنگ نارنجی درخشان است. پاها و منقار پرنده سبز متمایل به آبی بوده و عنبیه‌اش به سفیدی می‌گراید. پرندهٔ ماده در مقابل به رنگ سبز تیره است و پرهای دمش سیاه و پرهای زیر دمش نارنجی-زرد است. پرندگان جوان از نظر ظاهری به پرندهٔ ماده شباهت دارند.
میوه‌های کوچک گوناگون غذای اصلی این پرنده را تشکیل می‌دهند و درعین‌حال از حشرات و کرم‌های کاترپیلار نیز تغذیه می‌کند. 
پرندهٔ ماده در فصل جفتگیری معمولاً تنها یک تخم سفیدرنگ می‌گذارد.